# Cornhill House

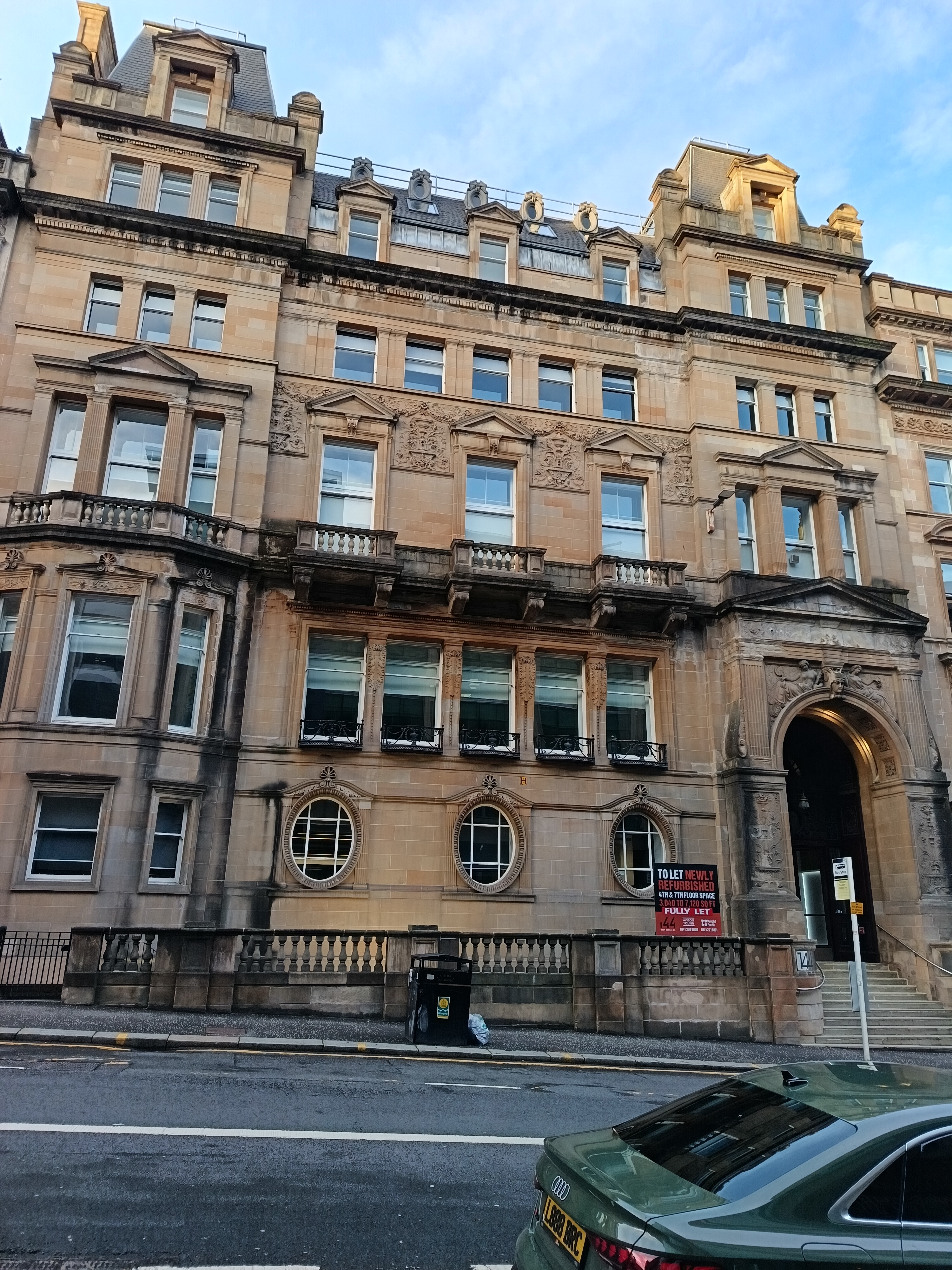
Cornhill House

Cornhill House, auch James Sellars House, ist ein Geschäftshaus in der schottischen Stadt Glasgow. 1970 wurde das Bauwerk in die schottischen Denkmallisten in der höchsten Denkmalkategorie A aufgenommen.

## Geschichte
Das Gebäude wurde zwischen 1879 und 1883 erbaut. Für den Entwurf zeichnet der schottische Architekt James Sellars verantwortlich. Reliefarbeiten wurden von William Mossman ausgeführt. Heute ist nur noch die Fassade des historischen Hauses erhalten. Die rückwärtigen Bauteile wurden zwischenzeitlich neu aufgebaut.

## Beschreibung
Cornhill House erstreckt sich zwischen der West George Street und der West Regent Lane im Zentrum Glasgows. Das vierstöckige Gebäude ist im Stile des französischen Klassizismus ausgestaltet. Die südexponierte Frontseite ist unregelmäßig aufgebaut. Markant ist das aufwändig gestaltete Rundbogenportal am westlichen Gebäudeteil. Oberhalb des Kämpfers tragen Pilaster ein Gebälk mit bekrönendem Dreiecksgiebel. Der Fries ist reich ornamentiert. Den reliefierten Schlussstein umgeben Figurenreliefs in den Zwickeln. Der Aufbau wird schlichter bei dem Drillingsfenster im darüberliegenden Geschoss aufgegriffen und oberhalb der gekanteten Auslucht am linken Abschluss wiederholt.
Flankierende Säulen mit ornamentierten Kapitellen am östlichen Portal tragen einen Balkon. Im Erdgeschoss sind links ornamentiert eingefasste Rundfenster und rechts Rundbogenfenster eingelassen. In den Obergeschossen finden sich hingegen ausschließlich längliche Fenster unterschiedlicher Größe, die verschiedentlich von unterschiedlich gestalteten Gesimsen bekrönt sind. So finden sich sowohl stilisierte Dreiecks- als auch segmentbögige Giebel. Unterhalb des abschließenden Kranzgesimses verlaufen Friese. Das ausgebaute Mansardgeschoss, rechts mit kurzen Gauben gestaltet, sitzt auf. Das Dach ist mit Schiefer eingedeckt.